# مک‌گرگور ۲۰۸۷۴
سیارک ۲۰۸۷۴ (به انگلیسی: 20874 MacGregor، نامگذاری:2000VL49) بیست هزار و هشتصد و هفتاد و چهارمین سیارک کشف شده‌است که در ۲ نوامبر ۲۰۰۰ کشف شد.
قدر مطلق سیارک برابر ۱۷.۸ است.